# Gueznaia
Gueznaia (arabe : ڭزناية) est une commune du Maroc. Elle est située dans la région de Tanger-Tétouan-Al Hoceïma.
Le nom vient des Rifains des Igzennayen (appelée aussi Gzenaya), qui se situent au nord-est du Maroc, dans le Rif oriental, dans les provinces de Taza (majoritairement) et Nador.